# Chauveau (circonscription provinciale)
Pour les articles homonymes, voir Chauveau.
Circonscription électorale provinciale du Canada
Chauveau est une circonscription électorale provinciale québécoise situé dans la région de la Capitale-Nationale. 
La population de la circonscription est majoritairement francophone et a une situation économique plus aisée que dans le reste de la province. En 2016, 97 % de la population avait comme langue maternelle le français (contre 78,9 % pour le reste du Québec) et le taux de chômage était la moitié de la moyenne nationale.

## Historique
La circonscription de Chauveau a été créée lors de la refonte de la carte électorale de 1965. Son territoire est à l'origine composé de la plus grande partie du district électoral de Québec-comté, qui cesse alors d'exister. Elle sera modifiée plusieurs fois par la suite. En 1972, elle perd la partie est de son territoire au profit de la nouvelle circonscription de Charlesbourg mais en gagne à l'ouest sur Louis-Hébert et Portneuf. En 1980, sa partie sud devient la nouvelle circonscription de La Peltrie mais Chauveau regagne le nord de Charlesbourg. En 1992, Sainte-Catherine-de-la-Jacques-Cartier et les environs sont transférés dans Portneuf. En 2001, le secteur de Val-Bélair est détaché de Chauveau pour aller dans La Peltrie. Puis, en 2011, Shannon et Saint-Gabriel-de-Valcartier sont déplacés dans La Peltrie . Enfin, en 2017, une légère modification de la limite avec Charlesbourg est effectuée. 
La circonscription est nommée en l'honneur de Pierre-Joseph-Olivier Chauveau, premier premier ministre du Québec.

## Territoire et limites
La circonscription de Chauveau s'étend sur un territoire de 6 809,7 km2 dans la région de la Capitale-Nationale. Elle est située au nord-ouest de la capitale du Québec. En 2016, 73 875 personnes y résidaient répartis dans les neuf municipalités suivantes :
- Lac-Beauport
- Lac-Croche
- Lac-Delage
- Québec (une partie des arrondissements de Charlesbourg et de la Haute-Saint-Charles)
- Stoneham-et-Tewkesbury
- Wendake

## Liste des députés
| Législature                  | Années       | Député             | Député                  | Parti               |
| ---------------------------- | ------------ | ------------------ | ----------------------- | ------------------- |
| Chauveau Créée depuis Québec |              |                    |                         |                     |
| 28e                          | 1966–1970    |                    | François-Eugène Mathieu | Union nationale     |
| 29e                          | 1970–1973    |                    | André Harvey            | Libéral             |
| 30e                          | 1973–1976    | Bernard Lachapelle |                         | Libéral             |
| 31e                          | 1976–1981    |                    | Louis O'Neill           | Parti québécois     |
| 32e                          | 1981–1985    | Raymond Brouillet  |                         | Parti québécois     |
| 33e                          | 1985–1989    |                    | Rémy Poulin             | Libéral             |
| 34e                          | 1989–1994    |                    | Rémy Poulin             | Libéral             |
| 35e                          | 1994–1998    |                    | Raymond Brouillet       | Parti québécois     |
| 36e                          | 1998–2003    |                    | Raymond Brouillet       | Parti québécois     |
| 37e                          | 2003–2007    |                    | Sarah Perreault         | Libéral             |
| 38e                          | 2007–2008    |                    | Gilles Taillon          | Action démocratique |
| 39e                          | 2008–2012    | Gérard Deltell     |                         | Action démocratique |
| 39e                          | 2012–2012    | Gérard Deltell     |                         | Coalition avenir    |
| 40e                          | 2012–2014    | Gérard Deltell     |                         | Coalition avenir    |
| 41e                          | 2014–2015    | Gérard Deltell     |                         | Coalition avenir    |
| 41e                          | 2015–2018    |                    | Véronyque Tremblay      | Libéral             |
| 42e                          | 2018–2022    |                    | Sylvain Lévesque        | Coalition avenir    |
| 43e                          | 2022–présent |                    | Sylvain Lévesque        | Coalition avenir    |

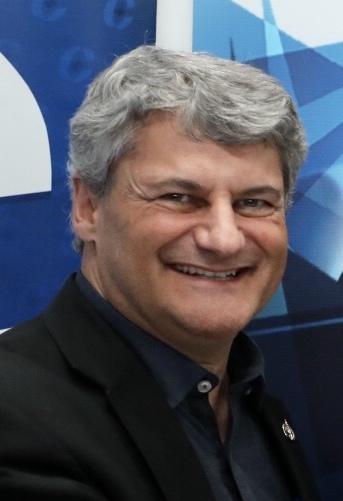
Gérard Deltell est député de Chauveau de 2008 à 2015 pour l'Action démocratique du Québec et pour la Coalition avenir Québec.

## Résultats électoraux

### Évolution pour les principaux partis
| |
| - Union nationale (ancien) - Parti libéral - Crédit social (ancien) - Parti québécois - Action démocratique (ancien) - Québec solidaire - Coalition avenir - Parti conservateur |

### Résultats détaillés
|                                                                                               | Nom                        | Parti              | Nombre de voix | %      | Maj.  |
| --------------------------------------------------------------------------------------------- | -------------------------- | ------------------ | -------------- | ------ | ----- |
|                                                                                               | Sylvain Lévesque (sortant) | Coalition avenir   | 20 292         | 46,8 % | 6 498 |
|                                                                                               | Éric Duhaime               | Conservateur       | 13 794         | 31,8 % | -     |
|                                                                                               | Jimena Ruiz Aragon         | Québec solidaire   | 3 816          | 8,8 %  | -     |
|                                                                                               | Charles-Hubert Riverin     | Parti québécois    | 3 307          | 7,6 %  | -     |
|                                                                                               | Igor Pivovar               | Libéral            | 1 651          | 3,8 %  | -     |
|                                                                                               | Renaud Blais               | Parti nul          | 213            | 0,5 %  | -     |
|                                                                                               | Christine Lepage           | Climat Québec      | 201            | 0,5 %  | -     |
|                                                                                               | Nicolas Bouffard-Savoie    | Équipe autonomiste | 44             | 0,1 %  | -     |
| Total                                                                                         | Total                      | Total              | 43 318         | 100 %  |       |
| Le taux de participation lors de l'élection était de 75,7 % et 619 bulletins ont été rejetés. |                            |                    |                |        |       |

|                                                                                               | Nom                           | Parti            | Nombre de voix | %      | Maj.  |
| --------------------------------------------------------------------------------------------- | ----------------------------- | ---------------- | -------------- | ------ | ----- |
|                                                                                               | Sylvain Lévesque              | Coalition avenir | 18 424         | 47,1 % | 9 627 |
|                                                                                               | Véronyque Tremblay (sortante) | Libéral          | 8 797          | 22,5 % | -     |
|                                                                                               | Francis Lajoie                | Québec solidaire | 4 052          | 10,4 % | -     |
|                                                                                               | Jonathan Gagnon               | Parti québécois  | 3 603          | 9,2 %  | -     |
|                                                                                               | Adrien D. Pouliot             | Conservateur     | 3 371          | 8,6 %  | -     |
|                                                                                               | Sabir Isufi                   | Vert             | 613            | 1,6 %  | -     |
|                                                                                               | Mona Belleau                  | NPD Québec       | 286            | 0,7 %  | -     |
| Total                                                                                         | Total                         | Total            | 39 146         | 100 %  |       |
| Le taux de participation lors de l'élection était de 70,8 % et 787 bulletins ont été rejetés. |                               |                  |                |        |       |

|                                                                                               | Nom                 | Parti                | Nombre de voix | %      | Maj.  |
| --------------------------------------------------------------------------------------------- | ------------------- | -------------------- | -------------- | ------ | ----- |
|                                                                                               | Véronyque Tremblay  | Libéral              | 10 330         | 41,3 % | 1 938 |
|                                                                                               | Jocelyne Cazin      | Coalition avenir     | 8 392          | 33,6 % | -     |
|                                                                                               | Sébastien Couture   | Parti québécois      | 3 844          | 15,4 % | -     |
|                                                                                               | Adrien D. Pouliot   | Conservateur         | 1 239          | 5 %    | -     |
|                                                                                               | Marjolaine Bouchard | Québec solidaire     | 863            | 3,5 %  | -     |
|                                                                                               | Frank Malenfant     | Parti des sans parti | 171            | 0,7 %  | -     |
|                                                                                               | Stéphanie Grimard   | Option nationale     | 125            | 0,5 %  | -     |
|                                                                                               | Manuel Mathieu      | Équipe autonomiste   | 34             | 0,1 %  | -     |
| Total                                                                                         | Total               | Total                | 24 998         | 100 %  |       |
| Le taux de participation lors de l'élection était de 43,1 % et 219 bulletins ont été rejetés. |                     |                      |                |        |       |

|                                                                                             | Nom                      | Parti            | Nombre de voix | %      | Maj.  |
| ------------------------------------------------------------------------------------------- | ------------------------ | ---------------- | -------------- | ------ | ----- |
|                                                                                             | Gérard Deltell (sortant) | Coalition avenir | 22 679         | 52,4 % | 9 739 |
|                                                                                             | Bernard Chartier         | Libéral          | 12 940         | 29,9 % | -     |
|                                                                                             | Christian Robitaille     | Parti québécois  | 5 289          | 12,2 % | -     |
|                                                                                             | Jean-Claude Bernheim     | Québec solidaire | 1 617          | 3,7 %  | -     |
|                                                                                             | Julie Plamondon          | Conservateur     | 455            | 1,1 %  | -     |
|                                                                                             | Sophie Leblanc           | Option nationale | 289            | 0,7 %  | -     |
| Total                                                                                       | Total                    | Total            | 43 269         | 100 %  |       |
| Le taux de participation lors de l'élection était de 76 % et 560 bulletins ont été rejetés. |                          |                  |                |        |       |

|                                                                                               | Nom                      | Parti              | Nombre de voix | %      | Maj.   |
| --------------------------------------------------------------------------------------------- | ------------------------ | ------------------ | -------------- | ------ | ------ |
|                                                                                               | Gérard Deltell (sortant) | Coalition avenir   | 23 449         | 53 %   | 12 542 |
|                                                                                               | Marie-Ève Bédard         | Libéral            | 10 907         | 24,6 % | -      |
|                                                                                               | Marie-Eve D'Ascola       | Parti québécois    | 7 247          | 16,4 % | -      |
|                                                                                               | Sébastien Bouchard       | Québec solidaire   | 1 337          | 3 %    | -      |
|                                                                                               | Ariane Grondin           | Option nationale   | 677            | 1,5 %  | -      |
|                                                                                               | Gaétan Roy               | Conservateur       | 238            | 0,5 %  | -      |
|                                                                                               | Sylvain Rancourt         | Classe moyenne     | 232            | 0,5 %  | -      |
|                                                                                               | Normand Michaud          | Équipe autonomiste | 85             | 0,2 %  | -      |
|                                                                                               | Noémie Rocque            | Union citoyenne    | 78             | 0,2 %  | -      |
| Total                                                                                         | Total                    | Total              | 44 250         | 100 %  |        |
| Le taux de participation lors de l'élection était de 78,9 % et 550 bulletins ont été rejetés. |                          |                    |                |        |        |

|                                                                                               | Nom                      | Parti               | Nombre de voix | %      | Maj.  |
| --------------------------------------------------------------------------------------------- | ------------------------ | ------------------- | -------------- | ------ | ----- |
|                                                                                               | Gérard Deltell (sortant) | Action démocratique | 14 029         | 42,8 % | 2 605 |
|                                                                                               | Sarah Perreault          | Libéral             | 11 424         | 34,8 % | -     |
|                                                                                               | François Aumond          | Parti québécois     | 6 559          | 20 %   | -     |
|                                                                                               | Catherine Flynn          | Québec solidaire    | 801            | 2,4 %  | -     |
| Total                                                                                         | Total                    | Total               | 32 813         | 100 %  |       |
| Le taux de participation lors de l'élection était de 61,6 % et 379 bulletins ont été rejetés. |                          |                     |                |        |       |

|                                                                                               | Nom                       | Parti               | Nombre de voix | %      | Maj.   |
| --------------------------------------------------------------------------------------------- | ------------------------- | ------------------- | -------------- | ------ | ------ |
|                                                                                               | Gilles Taillon            | Action démocratique | 22 013         | 55,6 % | 13 164 |
|                                                                                               | Sarah Perreault (sortant) | Libéral             | 8 849          | 22,3 % | -      |
|                                                                                               | Robert Miller             | Parti québécois     | 6 680          | 16,9 % | -      |
|                                                                                               | Mathilde Lavoie Morency   | Vert                | 1 255          | 3,2 %  | -      |
|                                                                                               | Nathalie Brochu           | Québec solidaire    | 800            | 2 %    | -      |
| Total                                                                                         | Total                     | Total               | 39 597         | 100 %  |        |
| Le taux de participation lors de l'élection était de 77,5 % et 470 bulletins ont été rejetés. |                           |                     |                |        |        |

|                                                                                               | Nom                 | Parti               | Nombre de voix | %      | Maj.  |
| --------------------------------------------------------------------------------------------- | ------------------- | ------------------- | -------------- | ------ | ----- |
|                                                                                               | Sarah Perreault     | Libéral             | 14 774         | 40,1 % | 2 219 |
|                                                                                               | Hélène Napert       | Action démocratique | 12 555         | 34,1 % | -     |
|                                                                                               | Nathalie Samson     | Parti québécois     | 8 506          | 23,1 % | -     |
|                                                                                               | Christian Légaré    | Indépendant         | 624            | 1,7 %  | -     |
|                                                                                               | Marie-Noëlle Béland | UFP                 | 387            | 1,1 %  | -     |
| Total                                                                                         | Total               | Total               | 36 846         | 100 %  |       |
| Le taux de participation lors de l'élection était de 76,9 % et 438 bulletins ont été rejetés. |                     |                     |                |        |       |

|                                                                                               | Nom                         | Parti                 | Nombre de voix | %      | Maj.  |
| --------------------------------------------------------------------------------------------- | --------------------------- | --------------------- | -------------- | ------ | ----- |
|                                                                                               | Raymond Brouillet (sortant) | Parti québécois       | 20 204         | 43,4 % | 2 830 |
|                                                                                               | Hélène McLean               | Libéral               | 17 374         | 37,3 % | -     |
|                                                                                               | Martin Valois               | Action démocratique   | 8 203          | 17,6 % | -     |
|                                                                                               | Josée Larouche              | Démocratie socialiste | 519            | 1,1 %  | -     |
|                                                                                               | Lisette Proulx              | Loi naturelle         | 235            | 0,5 %  | -     |
| Total                                                                                         | Total                       | Total                 | 46 535         | 100 %  |       |
| Le taux de participation lors de l'élection était de 78,6 % et 515 bulletins ont été rejetés. |                             |                       |                |        |       |

|                                                                                               | Nom                   | Parti               | Nombre de voix | %      | Maj.  |
| --------------------------------------------------------------------------------------------- | --------------------- | ------------------- | -------------- | ------ | ----- |
|                                                                                               | Raymond Brouillet     | Parti québécois     | 20 106         | 46,5 % | 6 319 |
|                                                                                               | Rémy Poulin (sortant) | Libéral             | 13 787         | 31,9 % | -     |
|                                                                                               | Gérard Sénécal        | Action démocratique | 5 427          | 12,6 % | -     |
|                                                                                               | Maurice Allard        | Indépendant         | 2 229          | 5,2 %  | -     |
|                                                                                               | Jocelyn Boudreau      | Indépendant         | 1 052          | 2,4 %  | -     |
|                                                                                               | Marie Nadeau          | Loi naturelle       | 596            | 1,4 %  | -     |
| Total                                                                                         | Total                 | Total               | 43 197         | 100 %  |       |
| Le taux de participation lors de l'élection était de 81,1 % et 908 bulletins ont été rejetés. |                       |                     |                |        |       |

## Référendums
|  | Référendum                     | % du OUI | % du NON | Taux de participation |
|  | Référendum de 1980             | 47,86 %  | 52,14 %  | 87,54 %               |
|  | Accord de Charlottetown (1992) | 32,91 %  | 67,09 %  | 83,63 %               |
|  | Référendum de 1995             | 54,50 %  | 45,50 %  | 93,59 %               |